# Zyzomys
Zyzomys is een geslacht van knaagdieren uit de muizen en ratten van de Oude Wereld dat voorkomt in het noorden van Australië. Ze zijn het nauwste verwant aan geslachten als Pseudomys, Conilurus, Leggadina en Leporillus.
Alle soorten leven in rotsachtige gebieden. Ze hebben lange, dikke staarten. De kop-romplengte bedraagt 74 tot 200 mm, de staartlengte 90 tot 150 mm, de achtervoetlengte 18 tot 30 mm, de oorlengte 16 tot 23 mm en het gewicht 35 tot 210 gram. Vrouwtjes van alle soorten hebben 0+2=4 mammae.
Er zijn vijf soorten:
- Zyzomys argurus (langs de noordkust van Australië, vaak tot ver in het binnenland)
- Zyzomys maini (Arnhemland, noordelijk Noordelijk Territorium)
- Zyzomys palatilis – Carpentarische rotsrat (noordoostelijk Noordelijk Territorium, bij de grens met Queensland)
- Zyzomys pedunculatus – Australische rotsrat (MacDonnell Ranges in het midden van het Noordelijk Territorium)
- Zyzomys rackhami† (Laat-Plioceen)
- Zyzomys woodwardi (Kimberley in noordelijk West-Australië)